# Famille Bondeli
 (décembre 2020).
La famille Bondeli est une famille originaire de Port, reçue à la bourgeoisie de Berne en 1534.